# Leucoblepharis subsessilis
Leucoblepharis subsessilis es la única especie del género monotípico Leucoblepharis perteneciente a la familia de las asteráceas. Es originaria de la India.

## Taxonomía
Leucoblepharis subsessilis fue descrita por George Arnott Walker Arnott y publicado en Magazine of Zoology and Botany 2: 422?. 1838.